# 小杉善信
小杉 善信（こすぎ よしのぶ、1954年2月8日 - ）は、日本のテレビプロデューサー。日本テレビホールディングス元代表取締役副会長、日本テレビ放送網元代表取締役副会長執行役員。
社外取締役としてHJホールディングス取締役、スカパーJSATホールディングス取締役、読売新聞グループ本社監査役を務めた。日本民間放送連盟副会長。
日本テレビのプロデューサーとして活動後、日テレ・グループ・ホールディングス（日テレグループ企画）取締役、日テレアックスオン代表取締役社長、HJホールディングス代表取締役会長、公益財団法人徳間記念アニメーション文化財団理事等を歴任した。

## 来歴・人物
富山県新湊市（現射水市）出身。富山県立高岡高等学校、一橋大学商学部卒業後、1976年日本テレビ入社。同期に渡辺弘、高田真治、清水奈津子（高田とは大学も同期）など。当時日本テレビは1972年以後4年間石油危機のため新卒採用を控えており4年ぶりの新卒採用の入社であった。入社後は編成局に配属されディレクター、プロデューサーを経て、1994年にドラマ班チーフプロデューサー、1998年に編成部長を歴任した。
1980年代後半より「日本テレビクイズプロジェクト」に、渡辺、吉川圭三、五味一男、菅原正豊（制作会社ハウフルス代表取締役社長）と共に参画し、プロデューサーとして『クイズ世界はSHOW by ショーバイ!!』、チーフディレクターとして『マジカル頭脳パワー!!』に携わり、五味と共に演出を手がけた。1992年と1993年には、『24時間テレビ 「愛の歌声は地球を救う」』の制作をクイズプロジェクトが全面的に担当し、バラエティ化によるリニューアルで視聴率の回復に貢献した。
1994年からはドラマ班に移り、『家なき子』のヒットで、土曜9時ドラマ枠のアイドルドラマ路線を定着させた。
2001年6月、営業局に異動しネット営業部長、2003年に営業局次長、2004年に営業局長を歴任し、2007年3月に編成局長として編成局に復帰している。
2008年6月27日付で同期の渡辺・高田と共に、執行役員に就任した。
2009年6月16日付で日テレ・グループ・ホールディングス取締役執行役員、日テレアックスオン代表取締役社長に就任。
2011年6月29日付で日本テレビに復帰し、取締役執行役員に就任。同年7月1日付で、取締役執行役員・編成・制作・スポーツ・情報エンタティンメント局担当兼編成局長に就任。
2012年6月1日付で、編成局長兼務が解かれ、吉田真が引き継いだ。同年6月28日付で、取締役常務執行役員（編成局・制作局・情報エンターテインメント局・スポーツ局担当）に昇格。同年12月1日付で、情報エンターテインメント局が情報カルチャー局に改称した。
2013年6月27日付で、渡辺と共に日本テレビHD、日本テレビ取締役専務執行役員に就任。2014年6月27日付で、日本テレビの担務にインターネット事業統括が加わり、2015年6月26日付で、日本テレビHDの担務が総合編成戦略になった。2016年6月29日付で、日本テレビ放送網の担務がインターネット事業統括からコンテンツ全般に変わった。並行して2016年6月からHJホールディングス合同会社会長、2017年4月1日からHJホールディングス株式会社代表取締役会長、同年6月13日から株式会社スカパーJSATホールディングス取締役をそれぞれ兼務。
2018年6月1日付で日本テレビHD専務取締役経営戦略局、総務・人事管理局、編成戦略局担当、労務担当、日本テレビ取締役専務執行役員編成、情報・制作、スポーツ担当、社長室、人事・労務担当に担務が変更。6月12日付読売新聞グループ本社監査役。6月28日付で日本テレビHD取締役副社長及び日本テレビ放送網取締役副社長執行役員に昇任。
2019年6月27日付で日本テレビHD代表取締役社長及び日本テレビ放送網代表取締役社長執行役員に昇任。同年日本民間放送連盟副会長に就任。読売日本交響楽団評議員なども兼務した。
2020年6月26日付で、日本テレビHD代表取締役社長はよみうりランド代表取締役社長から異動の杉山美邦が就任し、小杉は代表権を持った取締役に就任する人事が公表された。日本テレビ放送網の代表取締役社長執行役員は続投となる。
2021年6月29日付で日本テレビHD代表取締役副会長及び日本テレビ放送網代表取締役副会長執行役員に昇任。
社長在任中の2021年3月にスッキリ (テレビ番組)の番組内部におけるアイヌ民族に対する表現が問題化した際には、自らアイヌ団体の総会に出向き謝罪している。
2022年6月29日付で日本テレビHD代表取締役副会長及び日本テレビ放送網代表取締役副会長執行役員を退任し、日本テレビ放送網顧問に就任。2023年3月28日付けでSBSホールディングス取締役。2023年6月29日付でリゾートトラスト取締役。

## 担当番組

### ディレクター
- ほんものは誰だ!
- それは秘密です!!
- 元祖どっきりカメラ
- クイズ笑って許して!
- テレビに出たいやつみんな来い!!
- ワールドクイズ ザ・びっくり地球人!
- クイズ・地球NOW
- タモリのいたずら大全集
- マジカル頭脳パワー!!（演出、1990年10月-1994年3月。五味一男と共同で演出）
- 日本テレビキャンペーンCM「おもしろまじめ」（徳光和夫&小林完吾出演。1984年）

### プロデューサー
- クイズ世界はSHOW by ショーバイ!!（1988年10月-1994年3月）
- さんま・一機のイッチョカミでやんす
- クイズ どんなMONだい?!
- 夜も一生けんめい。
- 芸能人ザッツ宴会テイメント（上記番組の期首特番）
- いつみても平平凡凡
- 大相似形テレビ
- 24時間テレビ「愛の歌声は地球を救う」（1992年-1993年）
- スーパークイズスペシャル（1990年10月-1994年3月）
- 平成あっぱれテレビ（1990年-1994年）

### チーフプロデューサー
- 出逢った頃の君でいて（1994年）
- 家なき子（1994年-1995年）
- 静かなるドン（1994年）
- STATION（1995年）
- 金田一少年の事件簿（1995年-1996年）
- 星の金貨（1995年-1997年）
- 終らない夏（1995年）
- 恋も2度目なら（1995年）
- 奇跡のロマンス（1996年）
- 銀狼怪奇ファイル（1996年）
- 竜馬におまかせ!（1996年）
- 透明人間（1996年）
- 恋のバカンス（1997年）
- サイコメトラーEIJI（1997年）
- FiVE（1997年）
- D×D（1997年）
- ぼくらの勇気 未満都市（1997年）
- サービス（1998年）
- LOVE&PEACE（1998年）

## 出演
- TOKYO SPEAKEAZY（2024年6月24日、TOKYOFM）- 立川志の輔と出演、肩書は「日本テレビ放送網顧問」。志の輔とは幼馴染（幼稚園が一緒）である。